# Kent Ferguson
Kent Monroe Ferguson (Cedar Rapids, 9 de marzo de 1963) es un deportista estadounidense que compitió en saltos de trampolín. Ganó una medalla de oro en el Campeonato Mundial de Natación de 1991 y una medalla de oro en los Juegos Panamericanos de 1991.

## Palmarés internacional
| Campeonato Mundial   | Campeonato Mundial | Campeonato Mundial | Campeonato Mundial |
| Año                  | Lugar              | Medalla            | Prueba             |
| -------------------- | ------------------ | ------------------ | ------------------ |
| 1991                 | Perth (Australia)  | Medalla de oro     | Trampolín 3 m      |
| Juegos Panamericanos |                    |                    |                    |
| Año                  | Lugar              | Medalla            | Prueba             |
| 1991                 | La Habana (Cuba)   | Medalla de oro     | Trampolín 3 m      |